# Stonogobiops
Stonogobiops – rodzaj ryb z rodziny babkowatych.

## Klasyfikacja
Gatunki zaliczane do tego rodzaju:
- Stonogobiops dracula
- Stonogobiops larsonae
- Stonogobiops medon
- Stonogobiops nematodes
- Stonogobiops pentafasciata
- Stonogobiops xanthorhinica
- Stonogobiops yasha